# پانوز اسپرانت
پانوز اسپرانت (Panoz Esperante) خودرویی است که در سال‌های ۲۰۰۰–۲۰۰۹در ایالات متحده آمریکا تولید شده‌است. 
طراحی آن خودروهای موتور جلو-محور عقب بوده طول آن در حالت طبیعی ۱۸۵٫۹ اینچ (۴٬۷۲۰ میلیمتر)، عرض آن در حالت طبیعی ۷۳٫۷ اینچ (۱٬۸۷۰ میلیمتر) و  ارتفاع آن در حالت طبیعی ۵۳٫۲ اینچ (۱٬۳۵۰ میلیمتر) و  وزن آن در حالت طبیعی ۳٬۳۸۴ پوند (۱٬۵۳۵ کیلوگرم)  است. سیستم جعبه‌دندهٔ آن ۶ دنده به دو صورت خودکار و دستی است.